# Rohrbach (Jossa)
Der Rohrbach ist ein linker Zufluss der unteren Jossa im Main-Kinzig-Kreis im hessischen Spessart.

## Geographie

### Verlauf
Der Rohrbach entspringt zwischen den Steinauer Stadtteilen Seidenroth und Marjoß am Dischenstein (470 m) im Gutsbezirk Spessart. Er läuft anfangs in nordöstlicher Richtung und umfließt dann in einem Bogen nach Südosten den Kahlen Berg (417 m). An den Barackenhöfen mündet er in die Jossa. Das Bachtal ist bis zum Eintritt des Rohrbaches ins Tal der Jossa, einige schmale offene Auenabschnitte ausgenommen, völlig bewaldet.
An der Mündung lag einst das Dorf Rohrbach.

### Flusssystem Sinn
- Liste der Fließgewässer im Flusssystem Sinn

## Einzelnachweise

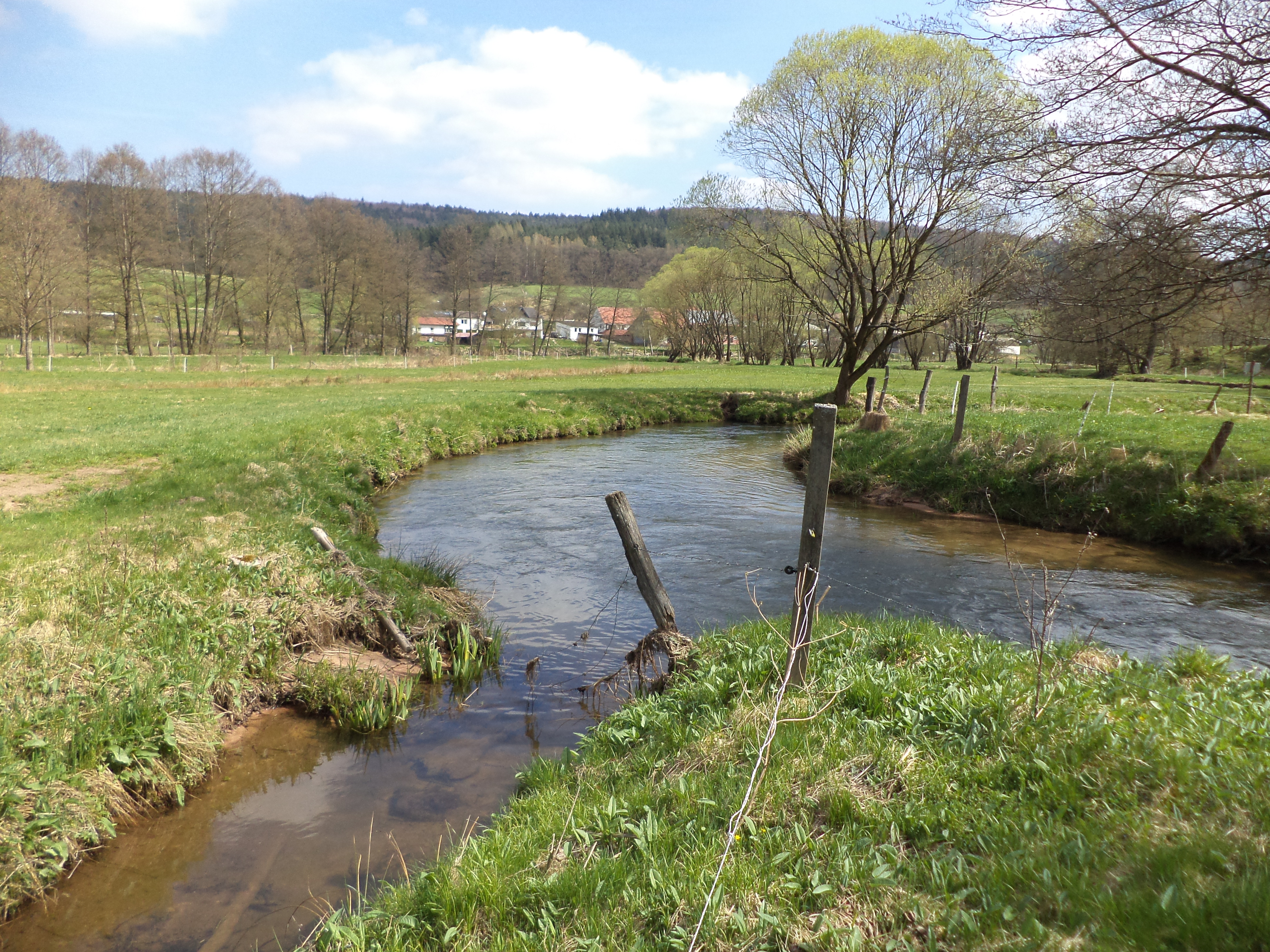
Der Rohrbach (vorne) mündet in die Jossa